# MoonOffice Compilation
MoonOffice Compilation – zawierająca trzy utwory kolekcja wideo zespołu Alphaville i Mariana Golda, która została wydana w 1993 roku.

## Lista utworów
1. "Big in Japan 1992 A.D." – 3:35 (edycja: Daniel Steinmitz, Berlin, 1992)
2. "What is Love?" – 5:02 (reżyseria: Vanessa Vassar, Nowy Jork, 1992)
3. "One Step Behind You" – 4:12 (reżyseria: Vanessa Vassar, Nowy Jork, 1992)